# ورزشگاه المپیک ویت‌واتر

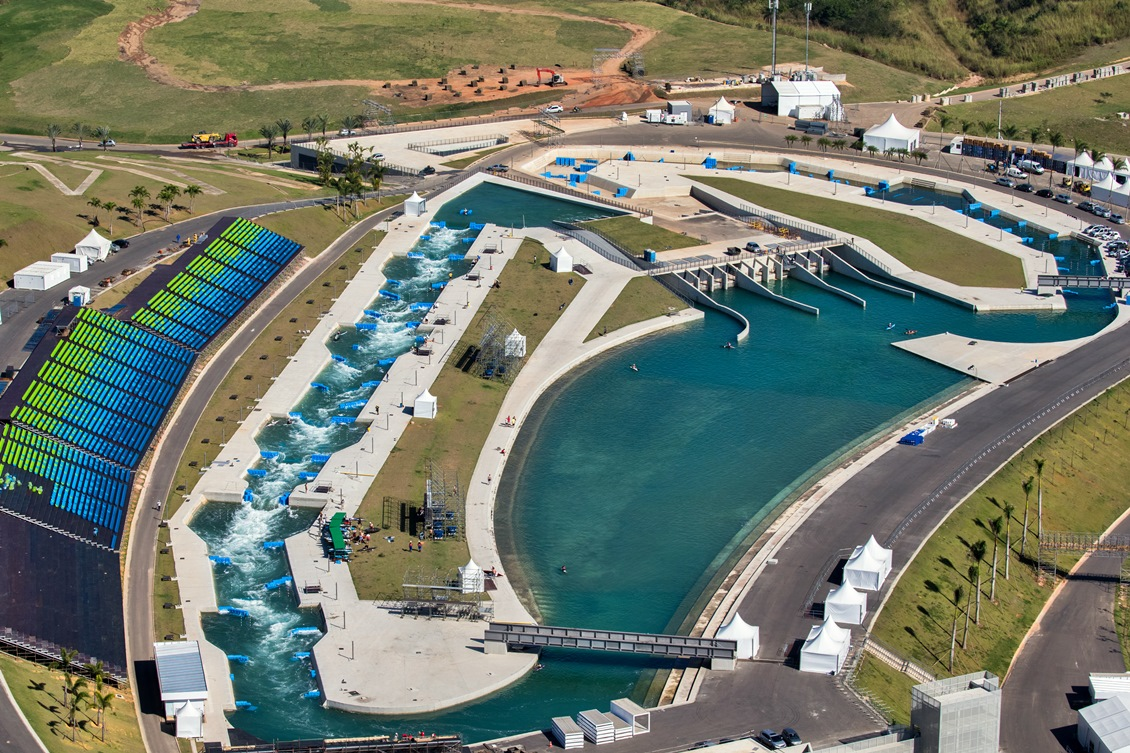
ورزشگاه المپیک ویت‌واتر

ورزشگاه المپیک ویت‌واتر (انگلیسی: Olympic Whitewater Stadium) یک ورزشگاه مخصوص قایقرانی اسلالوم در آب‌های خروشان در ریودو ژانیرو، برزیل است.
این ورزشگاه که ظرفیت آن ۸٬۰۰۰ است میزبان مسابقات قایقرانی اسلالوم بازی‌های المپیک تابستانی ۲۰۱۶ است.